# NDUFA12
NDUFA12 (англ. NADH:ubiquinone oxidoreductase subunit A12) – білок, який кодується однойменним геном, розташованим у людей на короткому плечі 12-ї хромосоми. Довжина поліпептидного ланцюга білка становить 145 амінокислот, а молекулярна маса — 17 114.
| 10         |  | 20         |  | 30         |  | 40         |  | 50         |
| ---------- |  | ---------- |  | ---------- |  | ---------- |  | ---------- |
| MELVQVLKRG |  | LQQITGHGGL |  | RGYLRVFFRT |  | NDAKVGTLVG |  | EDKYGNKYYE |
| DNKQFFGRHR |  | WVVYTTEMNG |  | KNTFWDVDGS |  | MVPPEWHRWL |  | HSMTDDPPTT |
| KPLTARKFIW |  | TNHKFNVTGT |  | PEQYVPYSTT |  | RKKIQEWIPP |  | STPYK      |

A: Аланін

D: Аспарагінова кислота

E: Глутамінова кислота

F: Фенілаланін

G: Гліцин

H: Гістидин

I: Ізолейцин

K: Лізин

L: Лейцин

M: Метіонін

N: Аспарагін

P: Пролін

Q: Глутамін

R: Аргінін

S: Серин

T: Треонін

V: Валін

W: Триптофан

Задіяний у таких біологічних процесах, як транспорт, транспорт електронів, дихальний ланцюг, ацетилювання, альтернативний сплайсинг. 
Локалізований у мембрані, мітохондрії, внутрішній мембрані мітохондрії.